# 1673
Cette page concerne l'année 1673  du calendrier grégorien. Pour l'année 1673 av. J.-C., voir 1673 av. J.-C.
L'année 1673 est une année commune qui commence un dimanche.

## Évènements
- 4 février : Louis Auguste Bellanger de Lespinay arrive à Pondichéry en Inde du sud après l'autorisation accordée aux Français par  Sher Khân Lodi, gouverneur de la province, d'y ouvrir un comptoir[1].

- 6 juin : renouvellement des capitulations entre l'empire ottoman et la France à la suite de l'ambassade du marquis de Nointel[2].
- 28 août : une flotte espagnole s'empare du Peñón de Alhucemas[3].
- 8 novembre : Colbert fonde la Compagnie du Sénégal[4].
- 28 décembre, Chine : rébellion de Wu Sangui, vice-roi du Sichuan et du Yunnan contre le pouvoir des Qing et pour la restauration des Ming[5]. Il est rejoint par les gouverneurs du Gansu et du Guangdong (révolte des trois feudataires).

- Décret Bunchi Seigen Re interdisant le morcèlement des terres au Japon[6].

### Amérique
- 1er janvier : le premier service postal est ouvert entre New York et Boston[7].
- 21 janvier, fondation de la nouvelle ville de Panama, deux ans après l'attaque et l'incendie de l'ancienne ville par les pirates de Henri Morgan.
- 18 mars : John Berkeley vend sa part de New Jersey à des Quakers[8].
- 17 mai : les Français Jacques Marquette et Louis Jolliet partent de Fort Michilimakinac et explorent la région des grands Lacs et le bassin du Mississippi[9]. Ils se rendent un peu en deçà de la frontière actuelle de l’Arkansas et de la Louisiane d’où ils partent le 17 juillet pour rentrer en Nouvelle-France[10].
- 15 juin : Jacques Marquette et Louis Jolliet atteignent la Prairie du Chien au confluent de la Wisconsin et du Mississippi[9].
- 9 août : les Hollandais de Jacob Binckes et Cornelis Evertsen réoccupent New York (1673-1674)[11].

### Europe
- 18 janvier : paix entre le duc de Savoie et la république de Gênes[12].
- 29 mars, Angleterre : Test Act qui prétend exclure les non-anglicans de toutes fonctions administrative ou militaires. Il reste en vigueur jusqu’en 1828. Le duc d’York doit abandonner sa charge d’amiral[13].

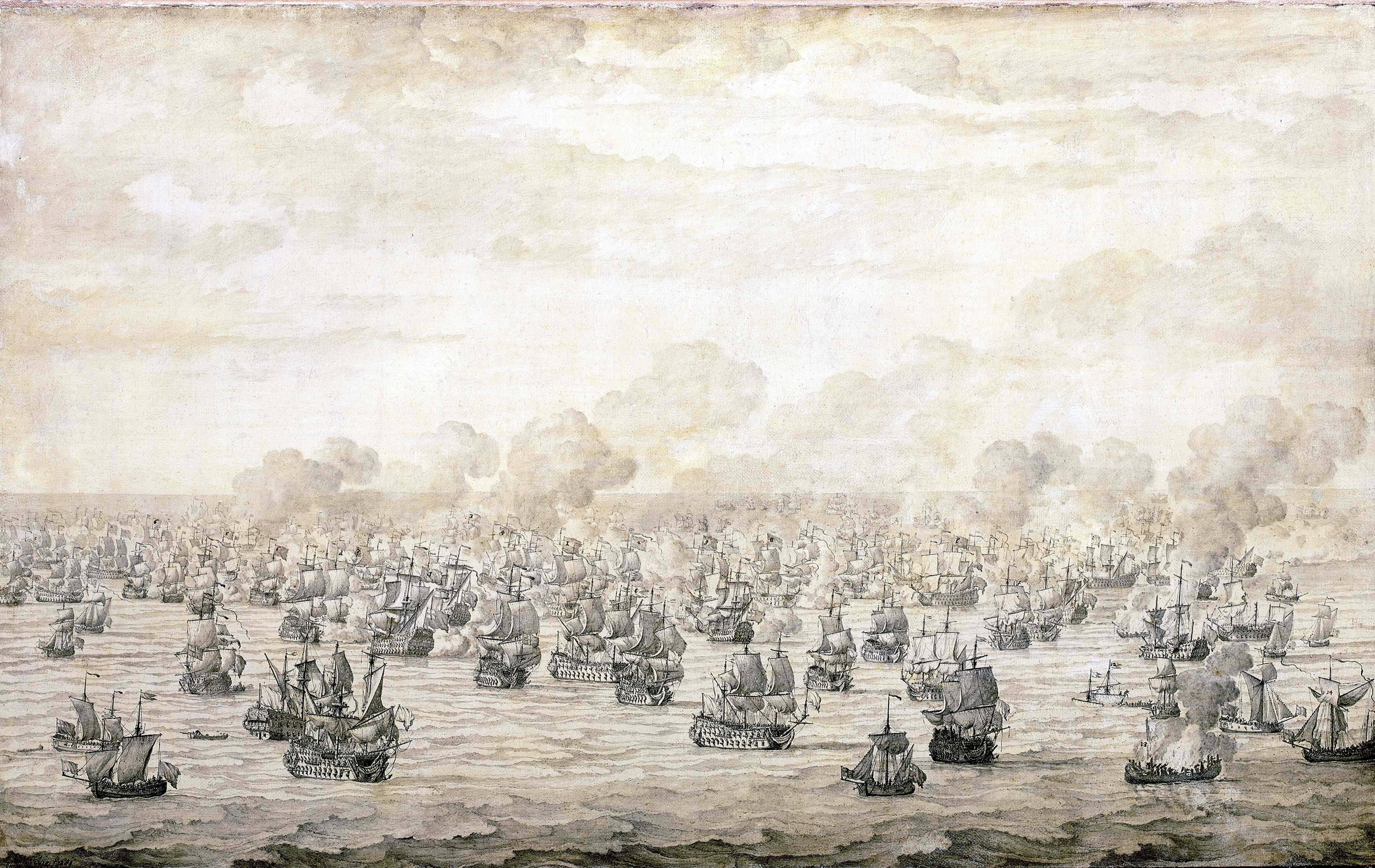
7 juin : Première bataille de Schooneveld

- 7 et 14 juin : victoires navales hollandaises à la première et à la seconde bataille de Schooneveld sur l'Angleterre[14].
- 16 juin : traité de Vossem entre Louis XIV et Frédéric Guillaume Ier de Brandebourg[15].
- 18 juin : ouverture du congrès de Cologne pour mettre fin à la guerre sous la médiation de la Suède[14].
- 29 juin : prise de Maastricht par la France[16].

- 21 août : combat naval au Texel[16]. Victoire de la Hollande (De Ruyter) contre la flotte franco-britannique.
- 30 août : traités de La Haye. L’Empereur Léopold Ier et l’Espagne s’allient aux Provinces-Unies contre la France. Rupture entre l’empereur et la France[15].

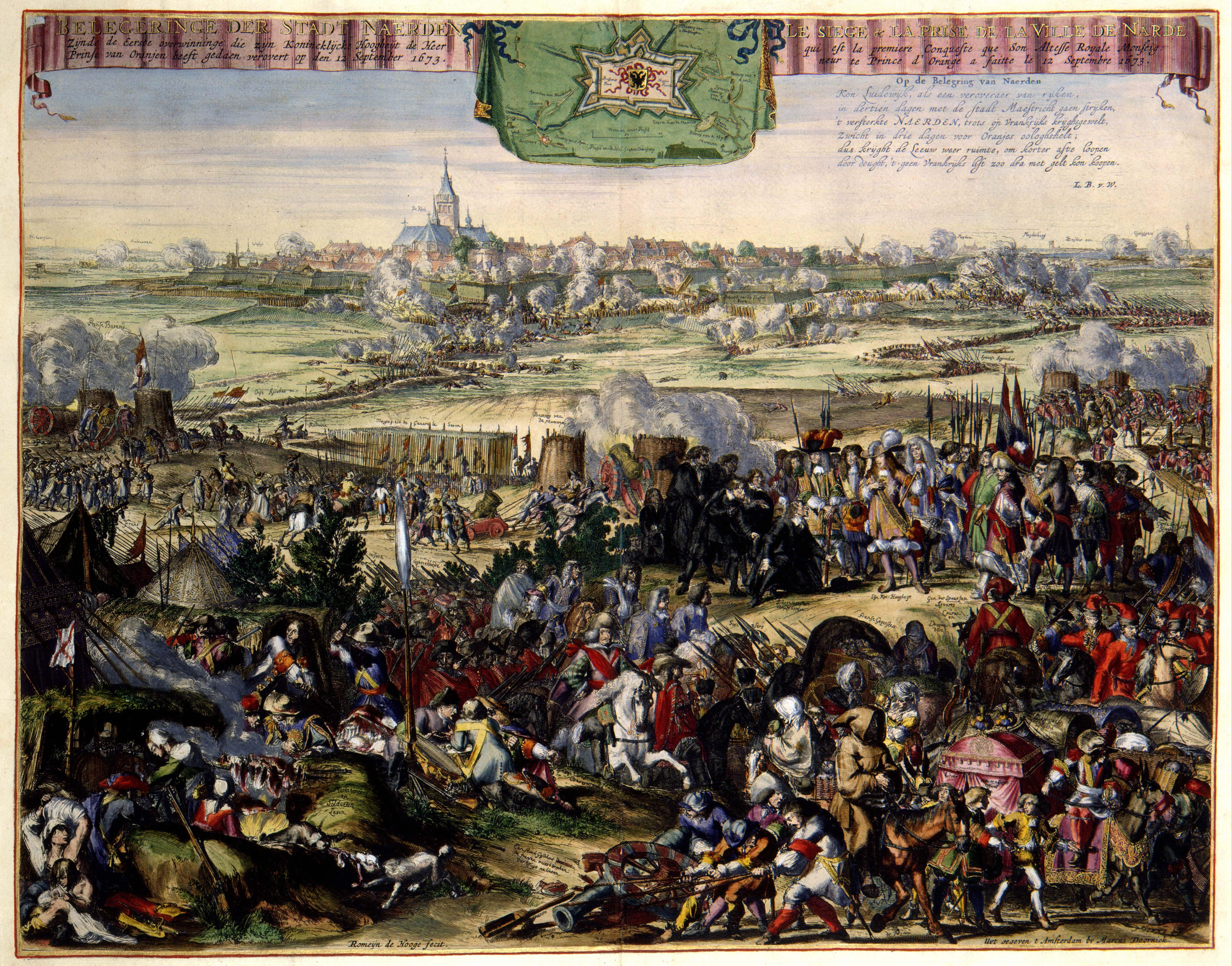
14 septembre : Guillaume III reprend Naarden.

- 13 septembre : Montecuccoli quitte Egra en Bohême à la tête de l’armée impériale et marche sur le Rhin[14].
- 14 septembre : Le stathouder de Hollande Guillaume III d'Orange reprend Naarden[14].

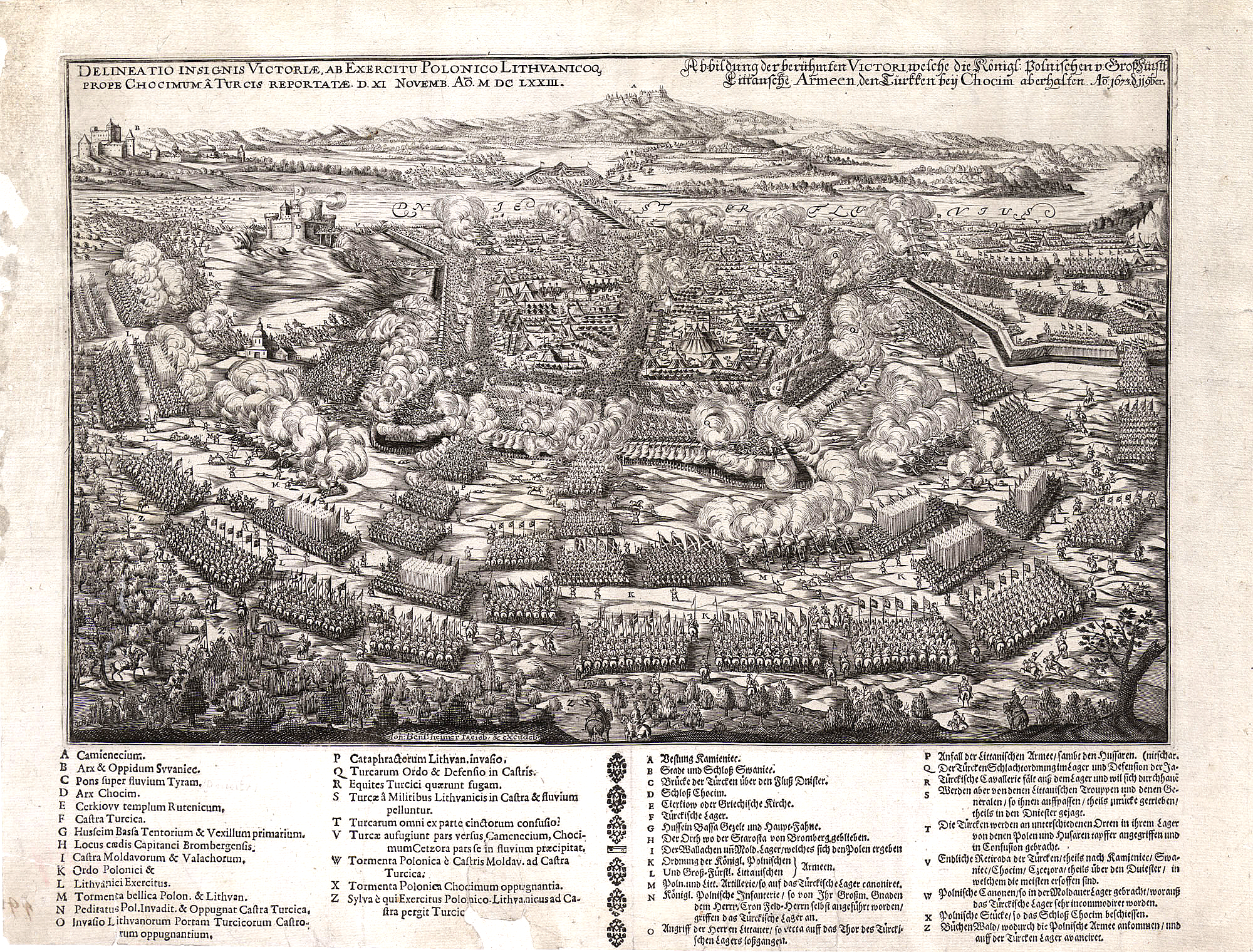
11 novembre : bataille de Khotin

- 11 novembre : les Polonais de Jean Sobieski défont les Ottomans à la bataille de Khorzim (Khotine)[17].
- 12 novembre : les armées impériale et hollandaise reprennent Bonn aux Français[14].
- 26 novembre : Peder Griffenfeld devient grand chancelier du Danemark[18].

- En Hongrie, 733 protestants (pasteurs, professeurs, instituteurs) sont mis dans l’impossibilité d’exercer soit par l’exil, soit par l’emprisonnement[19].
- Année exceptionnellement fraîche et humide en Allemagne du Sud[20].

## Naissances en 1673
- 28 avril : Claude Gillot, peintre français († 4 mai 1722).
- Avril : Sanay, roi birman de la dynastie Taungû († 1714).
- 1er juin : Louise Françoise de Bourbon, Mlle de Nantes, fille bâtarde de Louis XIV et de Madame de Montespan († 16 juin 1743).
- 18 juin : Antonio de Literes, compositeur espagnol († 18 janvier 1747).
- 25 juillet: Santiago de Murcia, compositeur et guitariste espagnol († 25 avril 1739).

- Date précise inconnue :
- Pietro Paltronieri, peintre italien de la période baroque tardive († 8 juillet 1741).

## Décès en 1673
- 17 février : Molière (Jean-Baptiste Poquelin), dramaturge français, peu après la quatrième représentation du « Malade Imaginaire ».
- 27 février : Narawara, roi birman de la dynastie Taungû (° juillet 1650).
- 6 mars : Isaac Luttichuys, peintre néerlandais (° 25 février 1616).
- 15 mars : Salvator Rosa,  poète satirique, acteur, musicien, graveur et peintre italien  (° 22 juillet 1615).
- 11 avril : Michel Lourdel, sculpteur et peintre français (° 1577).
- 26 mai : Isaac Moillon, peintre français (° 8 juillet 1614).
- 25 juin : Charles de Batz, sieur d'Artagnan, capitaine, lieutenant de la 1re Compagnie des mousquetaires du roi, tué au cours du siège de Maastricht lors de la Guerre de Hollande (° entre 1611 et 1615).
- 1er juillet : Féodor Mikhaïlovitch Rtichtchev (ru), partisan et protecteur de l’école de Kiev. Le parti grec retrouve une large influence en Russie.
- 3 juillet : Jean de la Mère de Dieu, carme déchaux espagnol (° 1578).
- 20 octobre : Barent Fabritius, peintre néerlandais (° 6 novembre 1624).
- 10 novembre : François-Antoine Pomey, jésuite et lexicographe français (° 8 décembre 1618).
- 17 novembre : Michał Wiśniowiecki, roi de Pologne (° 31 juillet 1624).
- 27 novembre :Antonie Palamedesz, peintre néerlandais (° novembre 1602).
- Date précise inconnue :
  - Daniël de Blieck, peintre, dessinateur industriel et architecte néerlandais (° vers 1610).
  - Bernardin Mimault, peintre français (° 26 mai 1609).
  - Xiao Yuncong, peintre chinois (° 1596).